# Loos-en-Gohelle
Loos-en-Gohelle ist eine französische Gemeinde mit 6850 Einwohnern (1. Januar 2022) im Département Pas-de-Calais in der Region Hauts-de-France. Sie gehört zum Arrondissement Lens, zum Kanton Wingles und zum Gemeindeverband Lens-Liévin.

## Lage
Die Gemeinde Loos-en-Gohelle liegt im Nordfranzösischen Kohlerevier. Sie grenzt an ihrem südöstlichen Rand unmittelbar an die Stadt Lens und bildet zusammen mit dieser und mehreren umliegenden Gemeinden ein geschlossenes Siedlungsbild. Durch den Süden der Gemeinde Loos-en-Gohelle führt die Autoroute A21. An die lange Steinkohle-Förderung erinnern noch heute die typischen Bergarbeiter-Reihenhäuser in der Cité du Numéro 11 sowie aufgelassene Gruben und Abraumhalden, darunter die zwei „schwarzen Pyramiden“ genannten Abraumhaldenkegel Nr. 11 und 19. Mit 187 und 188 m über dem Meer ragen sie 150 m aus der Umgebiung auf und sind die höchsten Europas. Nachbargemeinden von Loos-en-Gohelle sind Haisnes und Hulluch im Norden, Wingles im Nordosten, Vendin-le-Vieil im Osten, Lens im Südosten, Liévin im Süden, Bully-les-Mines im Südwesten, Mazingarbe im Westen sowie Vermelles im Nordwesten.

## Geschichte
Der Ort wurde 1071 das erste Mal urkundlich erwähnt. Der Gemeindename trägt seit 1937 einen Zusatz, der sich auf seine Umgebung bezieht, um einer Verwechslung mit Loos im Département Nord vorzubeugen.
Im Ersten Weltkrieg wurde in der Umgebung der Gemeinde die Schlacht von Loos (Battle of Loos) vom 25. September 1915 bis 14. Oktober 1915 ausgetragen. Der Dichter Charles Sorley (1895–1915) wurde während dieser Schlacht am 13. Oktober in der Nähe von Hulluch durch einen Scharfschützen tödlich getroffen. Das Musée Alexandre Villedieu erinnert an die damaligen Ereignisse.
In Loos wurde von 1855 bis 1986 Steinkohle abgebaut. Zwei Abraumhalden dominieren heute noch die Landschaft. Auch eines der Felder im Gemeindewappen weist auf diese Tatsache hin: zwei Bergmannspickel kreuzen sich hinter einer Grubenlampe.
Am 30. Juni 2012 wurden die Minen der Region Nord-Pas de Calais, darunter die Abraumhalden von Loos, in das UNESCO-Weltkulturerbe aufgenommen.
Der seit 2001 amtierende Bürgermeister Jean-François Caron (Partei Europe Écologie-Les Verts) schaffte es, die sich im Strukturwandel befindende ehemalige Bergarbeiterstadt Loos, durch Ökologie und Bürgerbeteiligung zu einem Leuchtturm für Innovationen in der Region zu machen, der Politiker, Wissenschaftler und Journalisten aus dem ganzen Land anzieht.

## Bevölkerungsentwicklung
| Jahr                       | 1962 | 1968 | 1975 | 1982 | 1990 | 1999 | 2006 | 2013 | 2022 |
| -------------------------- | ---- | ---- | ---- | ---- | ---- | ---- | ---- | ---- | ---- |
| Einwohner                  | 7944 | 7733 | 6958 | 6706 | 6561 | 6982 | 6830 | 6581 | 6850 |
| Quellen: Cassini und INSEE |      |      |      |      |      |      |      |      |      |

## Sehenswürdigkeiten

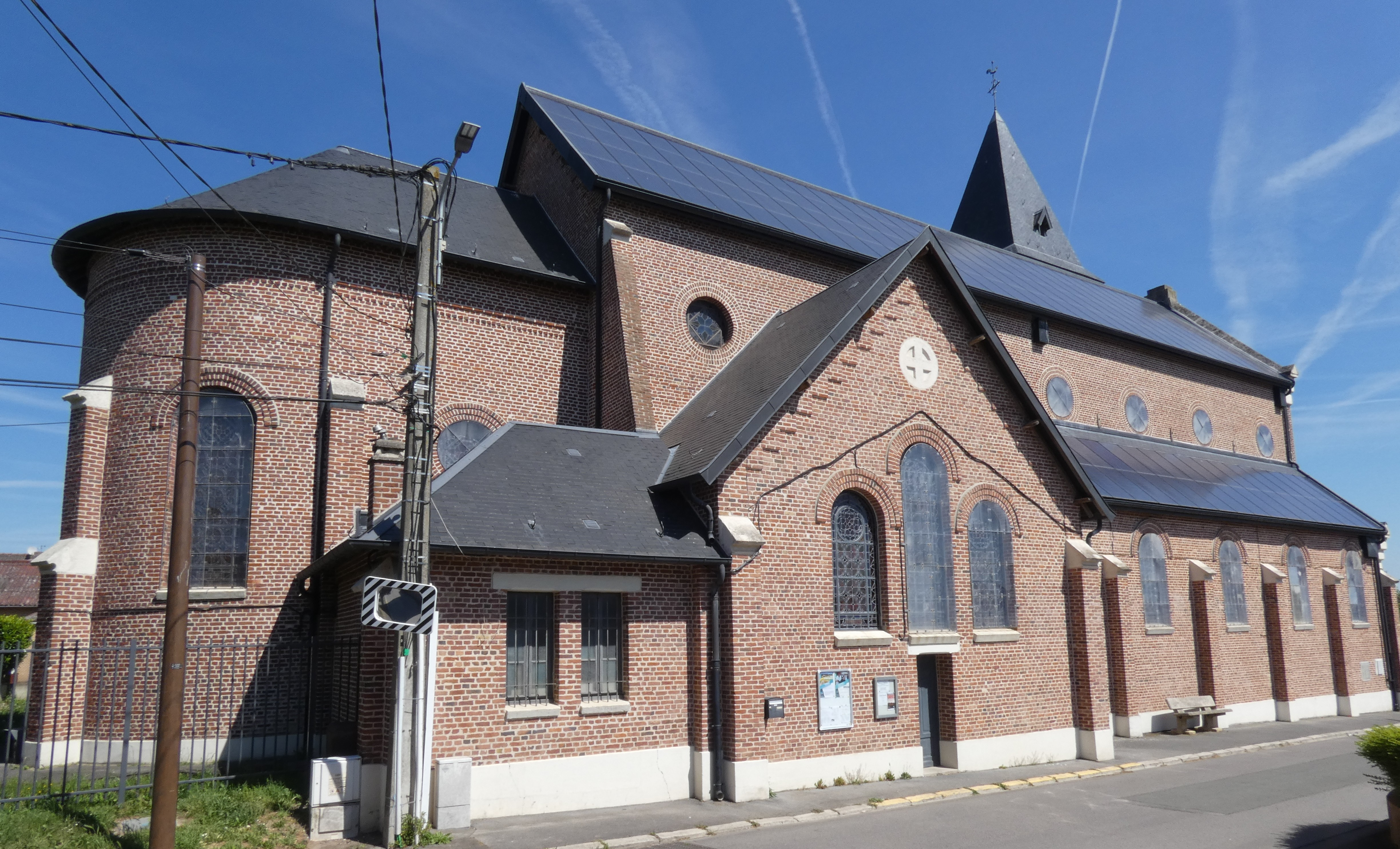
Kirche Saint-Vaast
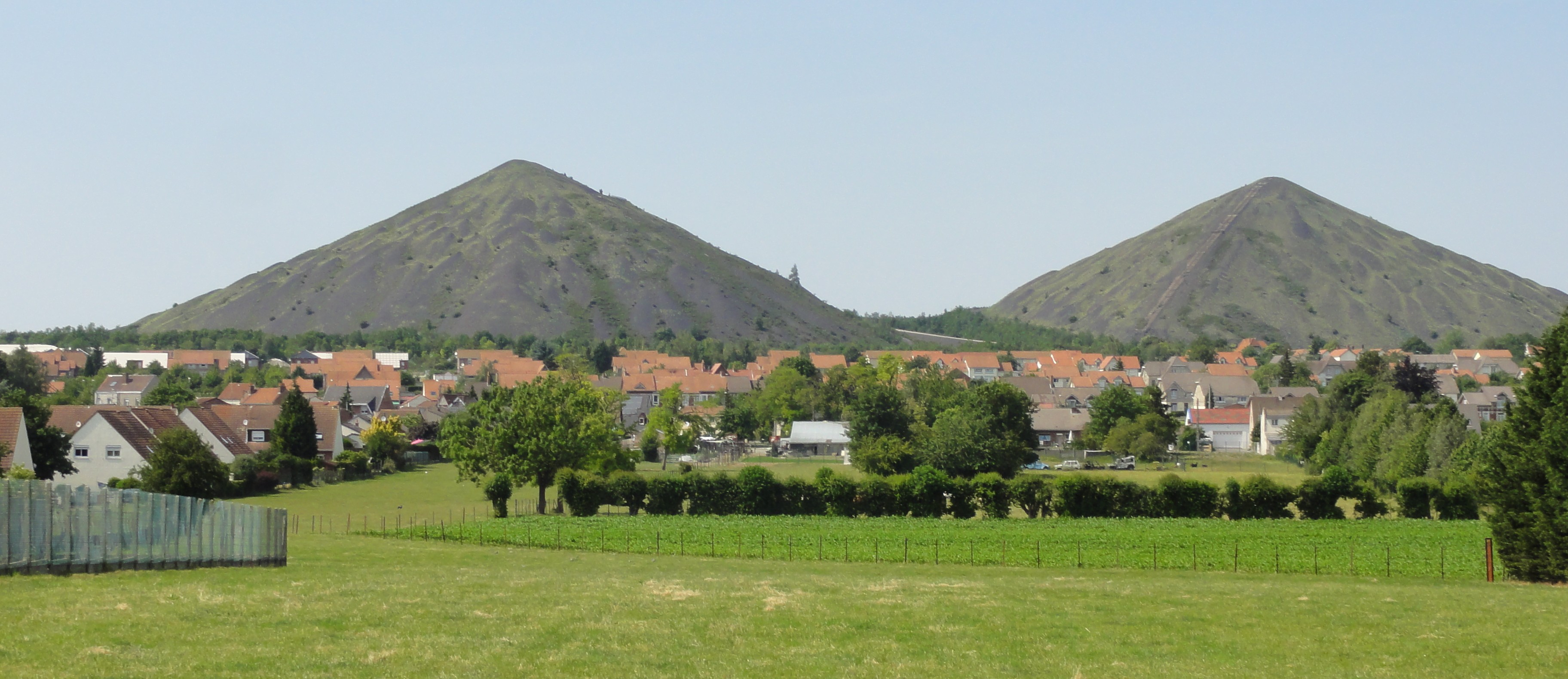
Schwarze Pyramiden genannte Abraumhaldenkegel Nr. 11 und 19
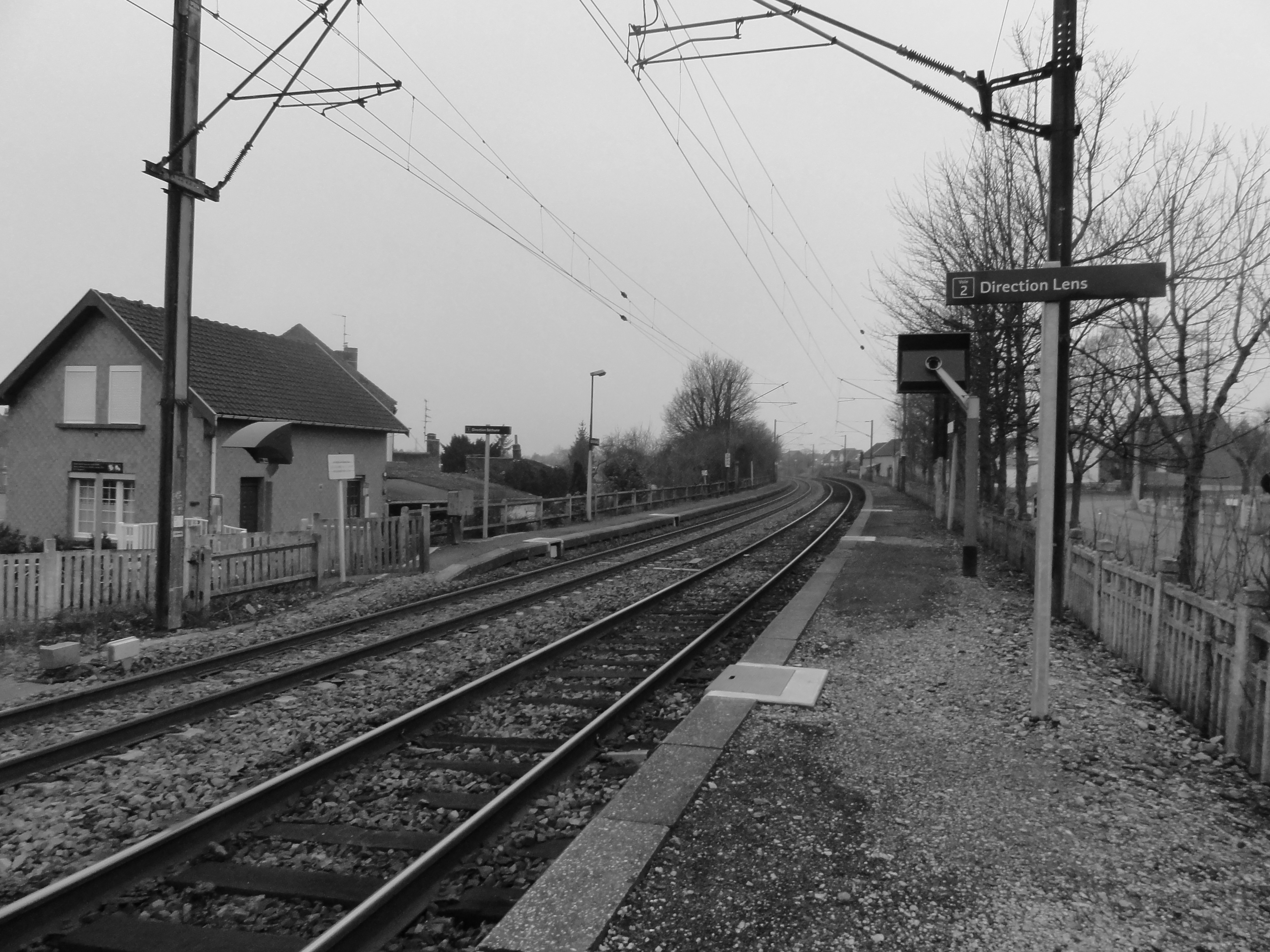
Bahnhaltepunkt
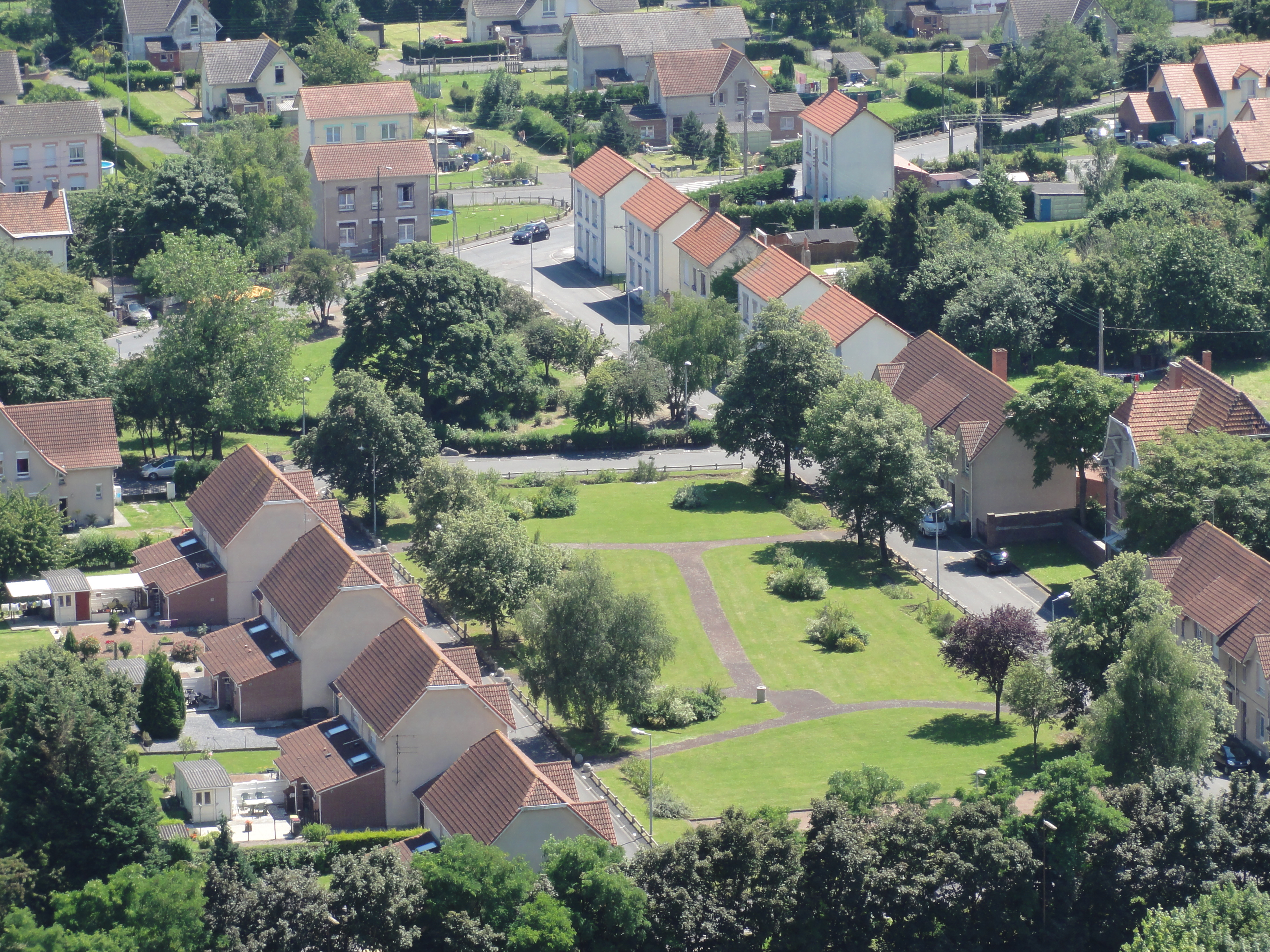
Bergarbeitersiedlung Cité du Numéro 11
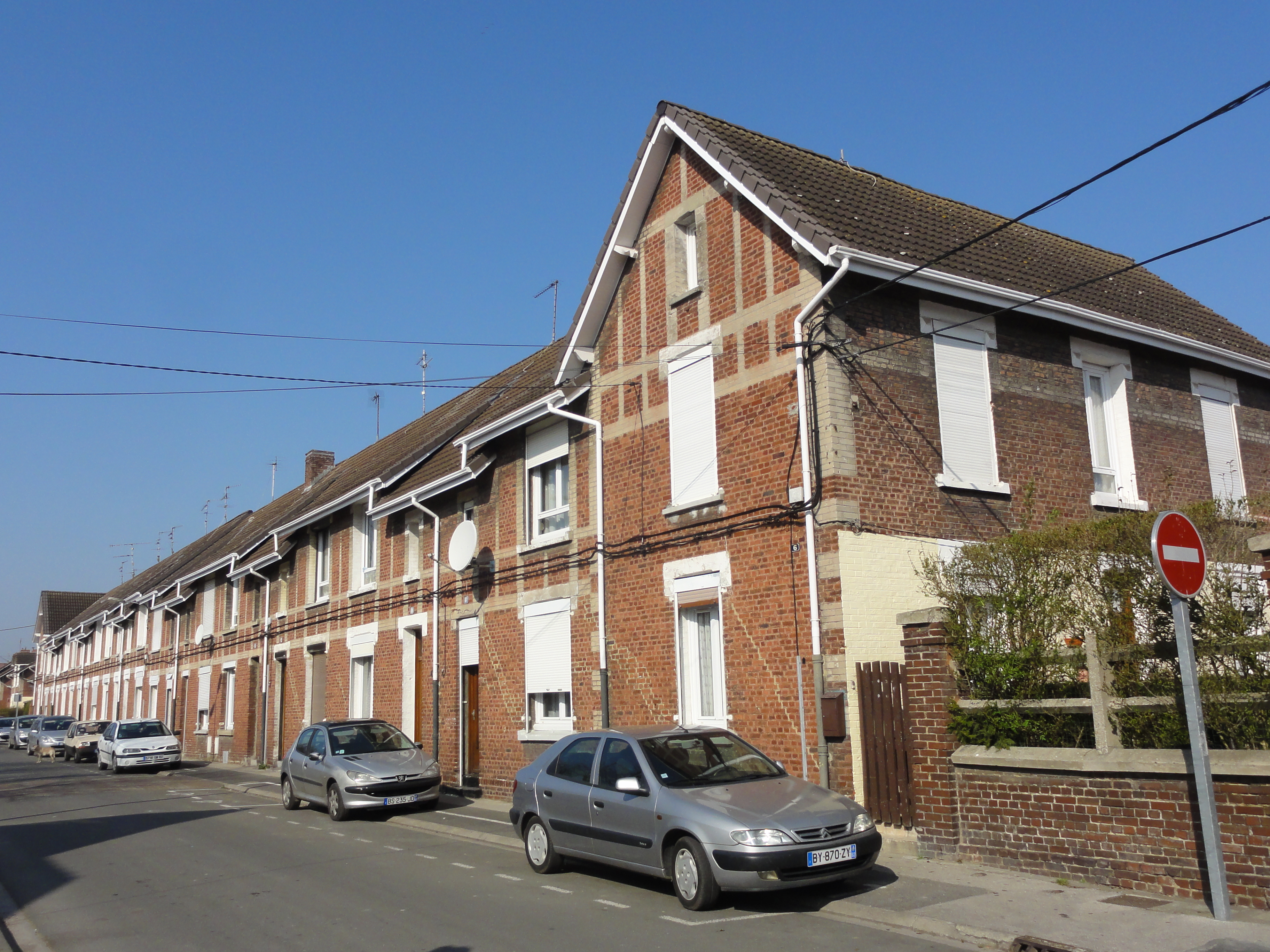
Ehemalige Bergarbeiter-Reihenhaussiedlung der Zeche Nr. 16

- zwei britische Soldatenfriedhöfe

- Kirche Saint-Vaast
- Abraumhalden Nr. 11 und 19
- Bahnhaltepunkt
- Bergarbeitersiedlung Cité du Numéro 11
- Ehemalige Bergarbeiter-Reihenhaussiedlung der Zeche Nr. 16

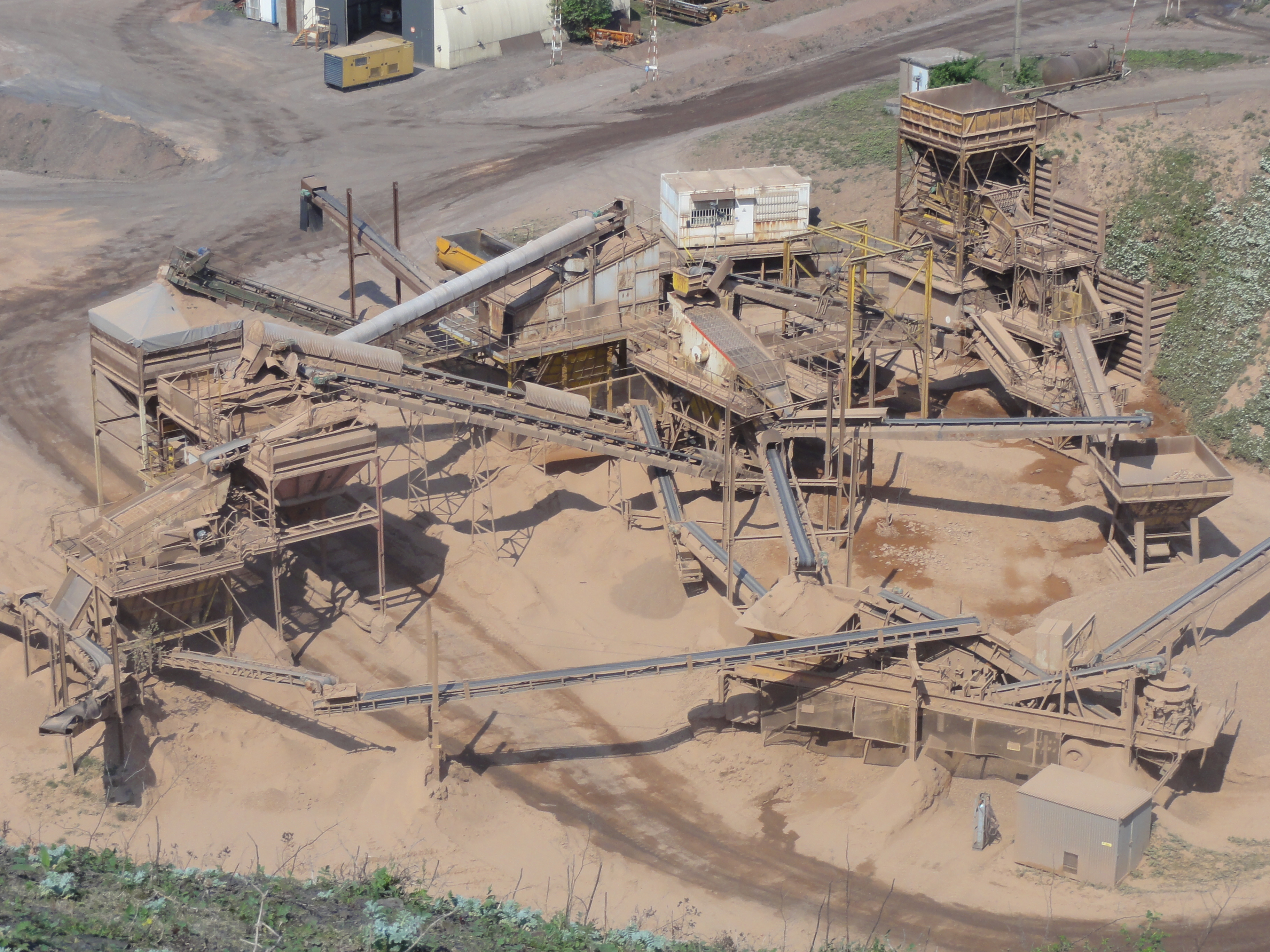
Abgetragene Abraumhalde Nr. 79A
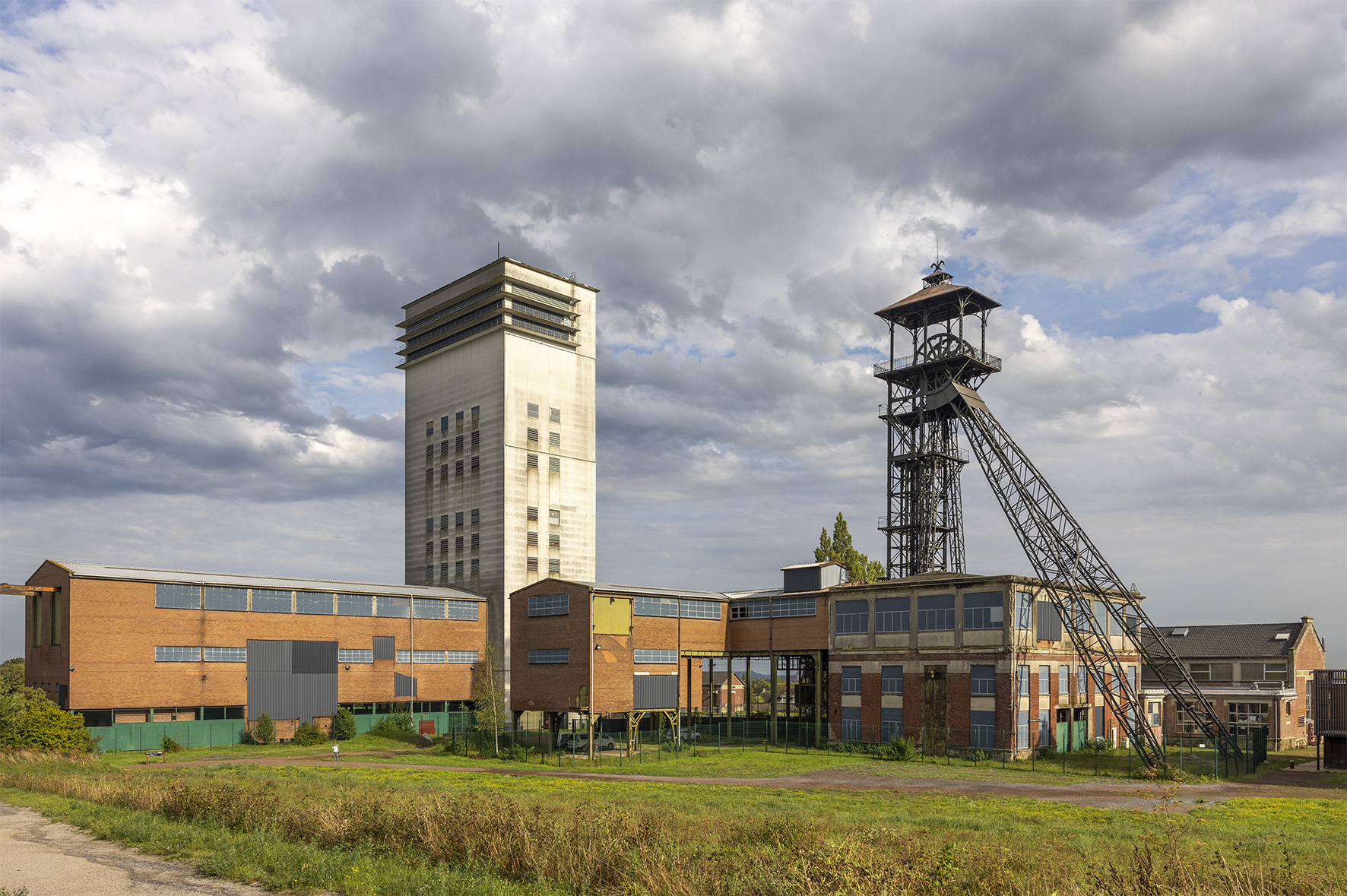
Ehemalige Doppelschachtanlage „Pierre Destombes“ des Bergwerks Lens in Loos-en-Gohelle
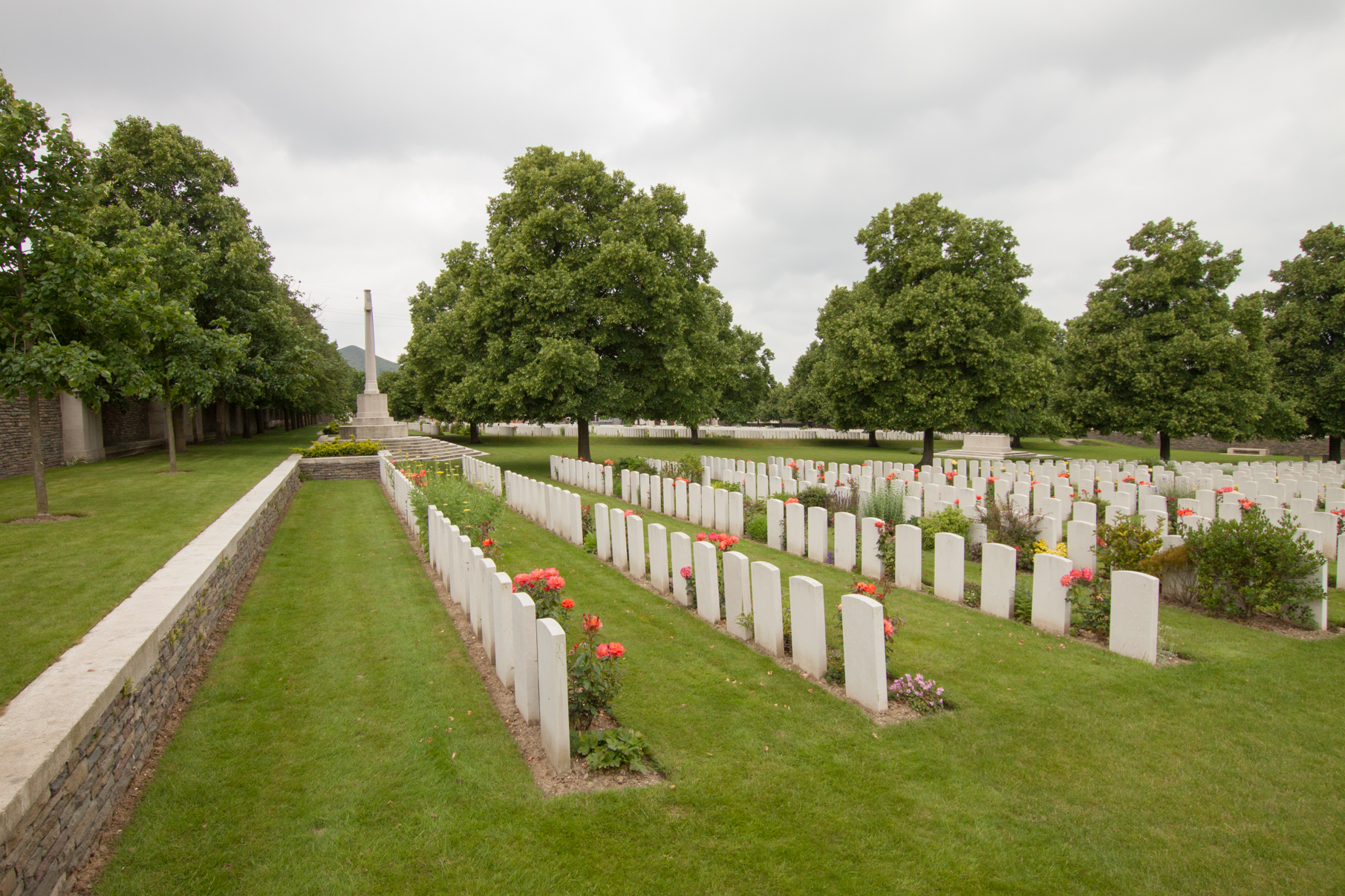
Loos British Cemetery
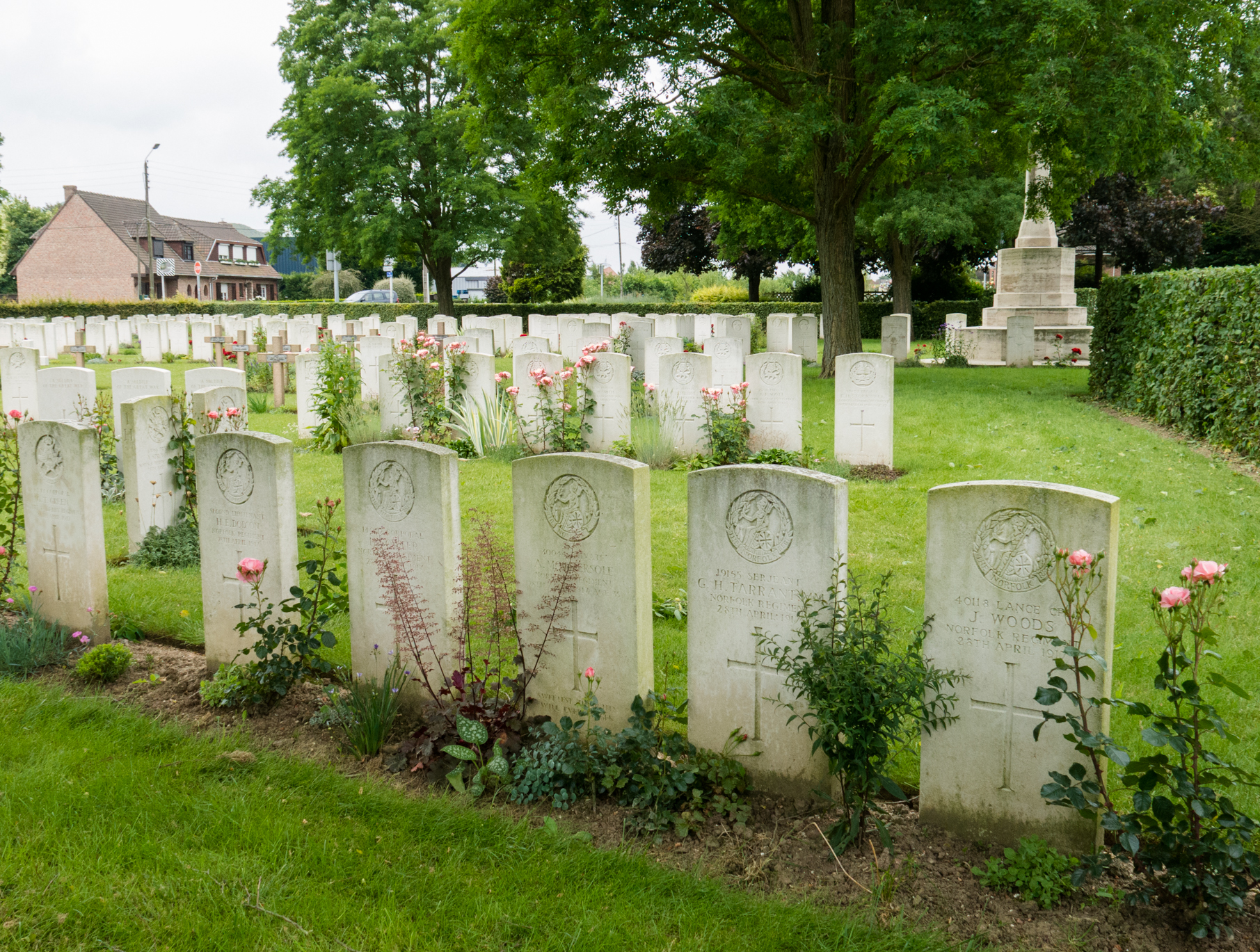
St. Patrick's Cemetery

## Belege
1. ↑  Kommunalwahlen in Frankreich - Eine Kleinstadt wagt die Öko-Demokratie. Abgerufen am 10. März 2020 (deutsch).
2. ↑  L'Unesco distingue les terrils et les cités des bassins miniers du Nord. In: lemonde.fr. 1. Juli 2012, abgerufen am 16. März 2024 (französisch).
3. ↑  Kommunalwahlen in Frankreich - Eine Kleinstadt wagt die Öko-Demokratie. Abgerufen am 10. März 2020 (deutsch).